# 臂章 (繡章)

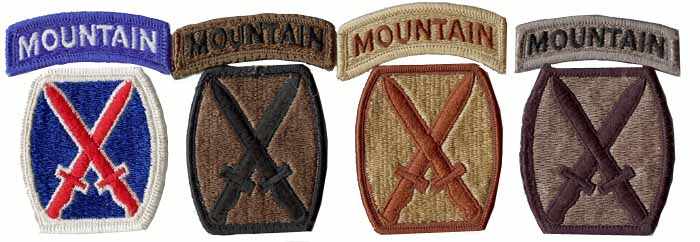
美国美国陆军第10山地师（LI）的四种袖肩章。从左到右：用于绿军装的全彩版、标准战斗制服版、沙漠迷彩制服版、UCP版

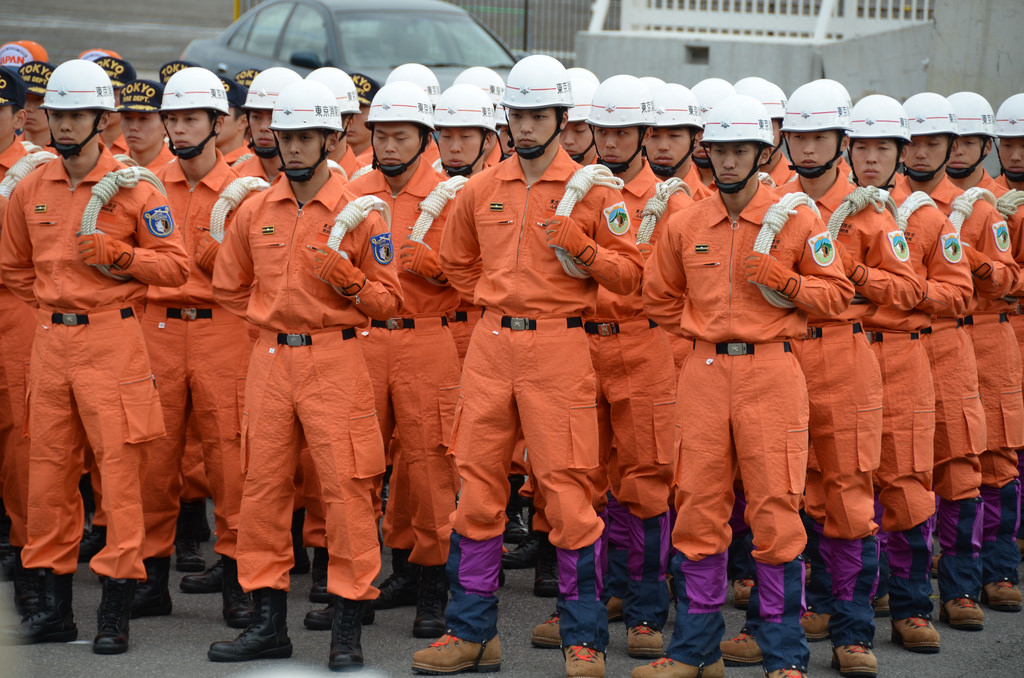
東京消防廳救助隊員使用的臂章

臂章，或稱袖肩章，是軍服、警服、消防服等種類的制服上所刺繡的紋章。

## 美國
美国陆军部分军服会使用袖肩章（英語：shoulder sleeve insignia，常简称SSI）。每个师都有自己的袖肩章。袖肩章通常绣在陆军作战服（ACU）和绿军装左大臂处，也有的会放在头盔侧面。绣于右大臂的袖肩章用来表示佩戴人参加的上一场战争。